# Parochodaeus peninsularis
Parochodaeus peninsularis es una especie de coleóptero de la familia Ochodaeidae.

## Distribución geográfica
Habita en California (Estados Unidos).